# Hystrix africaeaustralis
O porco-espinho-de-capa, (Hystrix africaeaustralis), também conhecido como porco-espinho-sul-africano. é uma espécie de roedor da família Hystricidae.
Pode ser encontrada na África, da foz do rio Congo até Ruanda, Uganda, Quênia, oeste e sul da Tanzânia, Moçambique, e África do Sul.